# Bratřejov
Bratřejov (en allemand : Bratrejow) est une commune du district et de la région de Zlín, en République tchèque. Sa population s'élevait à 766 habitants en 2020.

## Géographie
Bratřejov se trouve à 14 km au sud-ouest de Vsetín, à 19 km à l'est de Zlín, à 96 km à l'est de Brno et à 268 km au sud-est de Prague.
La commune est limitée par Ublo au nord, par Pozděchov à l'est, par Drnovice et Vysoké Pole et Újezd au sud et par Lhotsko à l'ouest.

## Histoire
La première mention écrite du village date de 1468.

## Transports
Par la route, Bratřejov se trouve à 18 km de Vsetín, à 20 km de Zlín, à 116 km de Brno et à 322 km de Prague.